# Kommissionen Juncker
Kommissionen Juncker var en europeisk kommission mellan den 1 november 2014 och den 30 november 2019 med Jean-Claude Juncker (EPP) som kommissionsordförande.
Kommissionen Juncker tillträdde som en följd av Europaparlamentsvalet 2014. Med hänsyn till valutgången, som innebar att Europeiska folkpartiet (EPP) åter blev det största europeiska partiet, föreslog Europeiska rådet Juncker till ny kommissionsordförande i juni 2014. Han valdes den 15 juli 2014 av det nytillträdda Europaparlamentet. Kommissionen Juncker i sin helhet godkändes av Europaparlamentet den 22 oktober 2014 och utsågs dagen därpå av Europeiska rådet. Kommissionen Juncker efterträdde kommissionen Barroso II.

## Tillträdande

### Ordförandevalet
Som en följd av Lissabonfördraget, som trädde i kraft den 1 december 2009, nominerade de europeiska partierna för första gången kandidater till att bli nästa kommissionsordförande inför Europaparlamentsvalet 2014. Tidigare hade kommissionens ordförande valts av Europeiska rådet efter slutna förhandlingar utan demokratisk insyn och utan en direkt koppling till resultatet av Europaparlamentsvalet. I mars 2014 utsåg kristdemokratiska Europeiska folkpartiet (EPP) Jean-Claude Juncker till sin kandidat. I valet tappade partiet mandat men förblev större än socialdemokraterna, därför krävde EPP att Juncker skulle utses till ny kommissionsordförande.
Flera europeiska regeringschefer ställde sig skeptiska till det nya förfarandet, inte minst eftersom det minskade Europeiska rådets inflytande och gav Europaparlamentet större makt. Den främsta motståndaren var den brittiske premiärministern David Cameron, som även fick medhåll av den svenske statsministern Fredrik Reinfeldt och den nederländske premiärministern Mark Rutte i sin kritik av det nya förfarandet. Även Tysklands förbundskansler Angela Merkel ställde sig i början skeptisk, men ställde sig senare fullt bakom sin europeiske partikollega Juncker.
På Europeiska rådets sammanträde den 26–27 juni 2014 diskuterade unionens stats- eller regeringschefer frågan om vem som skulle föreslås till ny kommissionsordförande. Reinfeldt och Rutte, som båda hade ställt sig skeptiska till det nya förfarandet, stödde i slutänden Juncker. Ungerns premiärminister Viktor Orbán röstade däremot emot Juncker tillsammans med Cameron, medan övriga 26 stats- eller regeringschefer röstade för. Eftersom förslaget endast krävde kvalificerad majoritet för att antas gick det igenom. Han utfrågades och valdes av parlamentet den 15 juli.
Juncker var tvungen att få stöd av en absolut majoritet i Europaparlamentet, det vill säga minst 376 av dess ledamöter måste rösta på honom för att han slutligen skulle bli vald till ny kommissionsordförande. På sammanträdet den 15 juli stödde de kristdemokratiska, socialdemokratiska och liberala grupperna honom, medan övriga politiska grupper röstade emot honom i den slutna omröstningen.

### Kommissionsledamöterna
Europeiska unionens råd antog, i samråd med Juncker, en förteckning över alla föreslagna kommissionsledamöter den 5 september 2014. Innan den nya kommissionen kunde tillträda var dessa ledamöter tvungna att genomgå utfrågning av Europaparlamentet, som sedan röstade om att godkänna kommissionen i sin helhet. Först därefter kunde kommissionen utses av Europeiska rådet.
I samband med utfrågningarna stötte flera av de nominerande kommissionsledamöterna på motstånd i parlamentet. Parlamentet ställde sig tveksam till framför allt Jyrki Katainen från Finland, Jonathan Hill från Storbritannien, Věra Jourová från Tjeckien, Pierre Moscovici från Frankrike, Alenka Bratusek från Slovenien, Miguel Arias Cañete från Spanien och Tibor Navracsics från Ungern. Den 6 oktober fick den konservative Cañete grönt ljus, vilket delvis var ett resultat av att socialdemokraterna stödde honom i utbyte mot att de konservativa skulle stödja socialdemokraten Moscovici. Den 8 oktober godkändes således även Moscovici, Hill och Katainen av parlamentets utskott. Däremot godkändes inte Navracsics och Bratusek. Medan Navracsics ansågs lämplig som kommissionär, men inte som kommissionär för just kulturfrågor såsom var föreslaget, ansåg parlamentet att Bratusek inte var lämplig som kommissionär alls. Den 15 oktober 2014 presenterade rådet ett nytt förslag till kommissionsledamöter, där slovenen Alenka Bratusek hade blivit ersatt av Violeta Bulc. Samtidigt fick Navracsics sin portfölj delvis utbytt genom att medborgarskapsfrågor ersattes med sportpolitik. Dessa förändringar genomfördes för att tillmötesgå parlamentets krav.
Den 22 oktober 2014 röstade Europaparlamentet ja till förslaget till ny kommission med 423 ja-röster, 209 nej-röster och 67 avstående.

### Nya ledamöter
Under kommissionen Junckers mandatperiod har två ledamöter bytts ut. Efter folkomröstningen om EU-medlemskapet i Storbritannien valde den brittiske ledamoten Jonathan Hill att avgå. Han ersattes av Julian King. I slutet av 2016 valde den bulgariska ledamoten Kristalina Georgieva att avgå. Hon ersattes den 7 juli 2017 av Mariya Gabriel.

## Politiskt program
Juncker presenterade sitt politiska program samma dag som Europaparlamentet röstade om hans kandidatur den 15 juli 2014. Det politiska programmet baserar sig på fyra punkter:
- Satsningar på jobb, tillväxt och investeringar
- En sammanhängande digital inre marknad
- En energiunion med en framåtriktad klimatpolitik
- En fördjupad ekonomisk och monetär union

Juncker har bland annat uteslutit en fortsatt utvidgning under mandatperioden 2014-2019, men samtidigt stött de fortsatta förhandlingarna med kandidatländerna. En utvidgningskommissionär finns dock med i kommissionen. Han vill också se en fördjupad gemensam utrikespolitik.
Antalet lagförslag som kommissionen presenterar årligen har drastiskt sjunkit sedan kommissionen Juncker tog över, från cirka 130 per år under kommissionen Barrosos tid (Kommissionen Barroso I  och Kommissionen Barroso II) till drygt 20 per år.

## Kommissionens politik
Nedan finns ett urval av politiska förslag och beslut som kommissionen Juncker har drivit.

### Ekonomisk politik
- Genomförandet av Europeiska fonden för strategiska investeringar, en investeringsfond på 500 miljarder euro för jobb och tillväxt 2015-2020
- Förstärkande av den ekonomiska samordningen inom euroområdet och genomförande av europeiska bankunionen
- Inkorporering av Europeiska stabilitetsmekanismen inom unionsrätten genom inrättandet av Europeiska valutafonden

### Fri rörlighet
- Totalt borttagande av roamingavgifter för konsumenter inom Europeiska unionen från och med mitten av 2017

### Gränskontroll- och asylpolitik
- Omplacering av 160 000 asylsökande från Grekland och Italien till övriga unionen
- Inrättande av den europeiska gräns- och kustbevakningen
- Inrättande av in- och utresesystemet
- Inrättande av Europeiska systemet för reseuppgifter och resetillstånd (Etias)
- Förslag till ny gemensam asylpolitik, däribland förslag till omarbetning av Dublinförordningen så att medlemsstater som inte tar emot asylsökande får betala böter

### Handelspolitik
- Förhandlingar om handelsavtalet TTIP med USA, dock avbrutna
- Handelsavtalet Ceta med Kanada
- Handelsavtal med Japan

### Grundläggande rättigheter
- Införandet av ramen för rättsstatsprincipen
- Inledande av artikel 7-förfarande mot Polen

### Övrigt
- Förslag till förstärkt civilskyddsmekanism så att unionen har egen kapacitet till att delta i räddningsinsatser[35]

## Organisation
Redan innan den nya kommissionen tillsattes förespråkade bland annat Frankrikes tidigare finansminister Pierre Moscovici och Storbritanniens premiärminister David Cameron en omorganisation av kommissionen. Förslagen innebar att vissa kommissionsledamöter skulle få en mer övergripande roll än andra och fungera som koordinatorer. Liknande förslag har lagts fram tidigare, men framför allt mindre medlemsstater har motsatt sig dem med tanke på att det troligtvis skulle minska inflytandet för kommissionärerna från just mindre medlemsstater.
Den 10 september 2014, när Juncker presenterade sitt förslag till ansvarsområden inom kommissionen, stod det klart att den största omorganisationen av kommissionen kommer att ske sedan dess bildande på 1950-talet. Den nya organisationen ger de sju vice ordförandena en nyckelroll genom att fungera som övergripande koordinatorer mellan övriga kommissionsledamöter. Den förste vice ordföranden kommer att få ansvaret för att hindra överflödiga regleringar.
Den höga representanten kommer att flytta tillbaka till kommissionens högkvarter i Berlaymont-byggnaden efter att under föregående mandatperiod haft sitt högkvarter i en separat byggnad. Den höga representanten kommer även att få ett kabinett som till hälften består av kommissionstjänstemän.

## Parlamentariskt stöd
Mot bakgrund av framgångarna för EU-skeptiska och högerextrema partier i Europaparlamentsvalet 2014 ingick kristdemokratiska EPP-, socialdemokratiska S&D- och liberala ALDE-grupperna i Europaparlamentet i slutet av juni 2014 en överenskommelse om att bilda en stabil parlamentarisk majoritet. I utbyte mot att stödja Juncker som kommissionens ordförande väntas socialdemokraterna få den tunga ekonomiposten i kommissionen. Överenskommelsen kritiserades av övriga politiska grupper i Europaparlamentet eftersom politiker från de tre grupperna innan valet framställt varandra som sina främsta politiska motståndare. De tre grupperna har sammanlagt 479 (63,8 procent) av parlamentets 751 mandat.
Vid omröstningen om Juncker som ny kommissionsordförande var det flera nationella delegationer inom EPP- och S&D-gruppen som röstade emot eller lade ned sina röster trots den officiella överenskommelsen. Bland annat ungerska Fidesz i EPP och de svenska, spanska och franska socialdemokraterna röstade emot eller lade ned sina röster.
Europaparlamentets talman Martin Schulz har sagt att parlamentet inte kommer att godkänna en kommission som inte har tillräckligt många kvinnor eller där euroskeptiska politiker finns med. Han var tveksam till om parlamentet skulle godkänna kommissionen om den brittiske kandidaten Jonathan Hill finns med.

## Kommissionsledamöter
| Europeiskt parti                                         | Barroso II | Juncker |
| -------------------------------------------------------- | ---------- | ------- |
| Europeiska folkpartiet (EPP)                             | 13         | 14      |
| Europeiska socialdemokratiska partiet (PES)              | 7          | 8       |
| Alliansen liberaler och demokrater för Europa (ALDE)     | 8          | 4       |
| Alliansen europeiska konservativa och reformister (AECR) | 0          | 1       |
| Partilösa                                                | 0          | 1       |
| Totalt                                                   | 28         | 28      |

Efter Europaparlamentsvalet 2014 började vissa medlemsstater föreslå kommissionsledamöter till den nya kommissionen. De flesta föreslagna personerna var män och Juncker efterlyste därför fler kvinnor bland de nominerade från de kvarstående medlemsstaterna. De kvinnliga kommissionsledamöterna i kommissionen Barroso II uppmanade Juncker att ha minst tio kvinnor i sin kommission. Europaparlamentet hotade med att stoppa förslaget om inte tillräckligt många kvinnor nominerades. Efter stor press på medlemsstaterna, bland annat genom att Juncker utlovade tyngre poster till kvinnliga ledamöter, lyckades Juncker få ihop nio kvinnor i sitt slutliga förslag, motsvarande 32 procent.
Medelåldern bland de föreslagna ledamöterna var 53,04 år i september 2014, jämfört med motsvarande siffra på 54,63 år för kommissionen Barroso II.
I kommissionen Juncker ingår ovanligt många tidigare regeringschefer: Jean-Claude Juncker från Luxemburg, Jyrki Katainen från Finland, Andrus Ansip från Estland och Valdis Dombrovskis från Lettland.
Nedan redovisas kommissionsledamöterna i kommissionen Juncker samt kommissionsledamöterna i kommissionen Barroso II vid Europaparlamentsvalet 2014.
|                | Medlemsstat    | Kommissionen Barroso II | Kommissionen Juncker         | Ansvarsområde i kommissionen Juncker                                                                                      |
| -------------- | -------------- | ----------------------- | ---------------------------- | --- |
| Belgien        | Belgien        | Karel De Gucht          | Marianne Thyssen             | Sysselsättning, socialpolitik och rörlighet för arbetstagare                                                              |
| Bulgarien      | Bulgarien      | Kristalina Georgieva    | Kristalina Georgieva         | Vice ordförande, budget och human resources                                                                               |
| Cypern         | Cypern         | Androulla Vassiliou     | Christos Stylianides         | Humanitärt bistånd och krishantering                                                                                      |
| Danmark        | Danmark        | Connie Hedegaard        | Margrethe Vestager           | Konkurrens |
| Estland        | Estland        | Siim Kallas             | Andrus Ansip                 | Vice ordförande, digitala marknaden                                                                                       |
| Finland        | Finland        | Olli Rehn               | Jyrki Katainen               | Jobb, tillväxt, investeringar och konkurrenskraft                                                                         |
| Frankrike      | Frankrike      | Michel Barnier          | Pierre Moscovici             | Ekonomiska och finansiella frågor, beskattning och tullar                                                                 |
| Grekland       | Grekland       | Maria Damanaki          | Dimitris Avramopoulos        | Migration och inrikes frågor                                                                                              |
| Irland         | Irland         | Máire Geoghegan-Quinn   | Phil Hogan                   | Jordbrukspolitik och landsbygdsutveckling                                                                                 |
| Italien        | Italien        | Antonio Tajani          | Federica Mogherini           | Vice ordförande, hög representant för utrikes frågor och säkerhetspolitik                                                 |
| Kroatien       | Kroatien       | Neven Mimica            | Neven Mimica                 | Internationellt samarbete och utveckling                                                                                  |
| Lettland       | Lettland       | Andris Piebalgs         | Valdis Dombrovskis           | Vice ordförande, euron och social dialog                                                                                  |
| Litauen        | Litauen        | Algirdas Šemeta         | Vytenis Andriukaitis         | Hälsa och livsmedelssäkerhet                                                                                              |
| Luxemburg      | Luxemburg      | Viviane Reding          | Jean-Claude Juncker          | Kommissionsordförande |
| Malta          | Malta          | Tonio Borg              | Karmenu Vella                | Miljö- och fiskeripolitik                                                                                                 |
| Nederländerna  | Nederländerna  | Neelie Kroes            | Frans Timmermans             | Vice ordförande, förbättrade regleringar, interinstitutionella förbindelser, rättsstatens principer och rättighetsstadgan |
| Polen          | Polen          | Janusz Lewandowski      | Elżbieta Bieńkowska          | Inre marknaden, industri, entreprenörskap och små- och medelstora företag                                                 |
| Portugal       | Portugal       | José Manuel Barroso     | Carlos Moedas                | Forskning, vetenskap och innovation                                                                                       |
| Rumänien       | Rumänien       | Dacian Cioloș           | Corina Crețu                 | Regionalpolitik |
| Slovakien      | Slovakien      | Maroš Šefčovič          | Maroš Šefčovič               | Transport och rymd |
| Slovenien      | Slovenien      | Janez Potočnik          | Violeta Bulc Alenka Bratušek | Vice ordförande, energiunion                                                                                              |
| Spanien        | Spanien        | Joaquín Almunia         | Miguel Arias Cañete          | Klimatåtgärder och energi                                                                                                 |
| Storbritannien | Storbritannien | Catherine Ashton        | Jonathan Hill                | Finansiell stabilitet, finans- och kapitalmarknad                                                                         |
| Sverige        | Sverige        | Cecilia Malmström       | Cecilia Malmström            | Handel |
| Tjeckien       | Tjeckien       | Štefan Füle             | Věra Jourová                 | Rättsliga frågor, konsumenträtt och jämställdhet                                                                          |
| Tyskland       | Tyskland       | Günther Oettinger       | Günther Oettinger            | Digital ekonomi och samhälle                                                                                              |
| Ungern         | Ungern         | László Andor            | Tibor Navracsics             | Utbildning, kultur, ungdom och sport                                                                                      |
| Österrike      | Österrike      | Johannes Hahn           | Johannes Hahn                | Grannskapspolitik och utvidgning                                                                                          |

Till följd av folkomröstningen i Storbritannien om landets fortsatta EU-medlemskap avgick den brittiske kommissionären i juni 2016. Den 19 september 2016 utsågs Julian King till ny kommissionsledamot.

### Hög representant
Det spekulerades redan efter Europaparlamentsvalet 2014 i media om vem som ska bli nästa höga representant för utrikes frågor och säkerhetspolitik, som även är vice ordförande i kommissionen. Flera personer omnämndes, däribland kommissionären Kristalina Georgieva från Bulgarien och Italiens utrikesminister Federica Mogherini. De baltiska staterna samt Polen motsatte sig dock Mogherini på grund av, enligt dem, en alltför ryssvänlig inställning. Bulgariens regering nominerade Georgieva till hög representant den 16 juli efter att premiärminister Plamen Oresharski hade samrått med Juncker. Europeiska rådet diskuterade vem som skulle föreslås bli nästa hög representant vid ett sammanträde den 16 juli, dagen efter Europaparlamentet hade valt Jean-Claude Juncker till kommissionsordförande. Den valda kommissionsordföranden måste ge sitt godkännande till vem som blir ny hög representant. Europeiska rådet kunde dock inte uppnå konsensus under sammanträdet; trots att endast kvalificerad majoritet krävs ville ledarna fatta ett konsensusbeslut efter oenigheten i ordförandefrågan. Under ett sammanträde den 30 augusti 2014 enades Europeiska rådet om att föreslå Italiens utrikesminister Federica Mogherini till ny hög representant. Litauens president Dalia Grybauskaitė var den enda som inte ställde sig bakom Mogherini. Grybauskaitė lade ned sin röst vid omröstningen eftersom hon ansåg att Mogherini är för prorysk.

### Invalda i valet 2019
I Europaparlamentsvalet 2019 valdes Frans Timmermans, Andrus Ansip, Valdis Dombrovskis, Corina Crețu och Mariya Gabriel in i Europaparlamentet. De var således tvungna att lämna sina platser i kommissionen Juncker. Mariya Gabriel valde dock att avsäga sin plats i parlamentet för att kunna kvarstå i kommissionen. Samma sak gällde Timmermans och Dombrovskis. Ansip och Cretu lämnade kommissionen den 1 juli 2019.